# Catharina Gripenberg
Catharina Gripenberg (født 31. december 1977 i Jakobstad, Finland) er en finlandssvensk forfatter, der en længere årrække var bosiddende i København, og nu har bopæl i Sverige. Hun er uddannet i litteraturvidenskab i Helsinki og filmvidenskab i Aarhus samt fra forfatterskolen i Bø i Norge.
Gripenberg debuterede i 1999 med digtsamlingen På diabilden är huvudet proppfullt av lycka. Hun har modtaget en række finske og svenske priser. Hendes seneste digtsamling, Handbok att bära till en dräkt, vandt Sveriges Radios Lyrikpris 2016.
I 2007 udkom hendes svenske oversættelser af den danske digter Per Højholt, Fyra ägg, 60-talsdikter i urval. Siden 2011 har hun siddet i redaktionen på det finlandssvenske forlag Ellips.

## Udgivelser
- Handbok att bära till en dräkt, digte 2016
- Ta min hand, det vore underligt, digte 2007
- Ödemjuka belles lettres från en till en, digte 2002
- På diabilden är huvudet proppfullt av lycka, digte 1999